# Diāna Krumina
Diāna Krumina (nacida Diāna Dadzīte, 4 de febrero de 1986) es una deportista letona que compite en atletismo adaptado. Ganó cinco medallas en los Juegos Paralímpicos de Verano entre los años 2016 y 2024.

## Palmarés internacional
| Juegos Paralímpicos | Juegos Paralímpicos     | Juegos Paralímpicos | Juegos Paralímpicos |
| Año                 | Lugar                   | Medalla             | Prueba              |
| ------------------- | ----------------------- | ------------------- | ------------------- |
| 2016                | Río de Janeiro (Brasil) | Medalla de oro      | Jabalina F56        |
| 2016                | Río de Janeiro (Brasil) | Medalla de bronce   | Disco F55           |
| 2020                | Tokio (Japón)           | Medalla de plata    | Disco F55           |
| 2020                | Tokio (Japón)           | Medalla de bronce   | Jabalina F56        |
| 2024                | París (Francia)         | Medalla de oro      | Jabalina F56        |